# Sacy-le-Petit
Sacy-le-Petit és un municipi francès, situat al departament de l'Oise i a la regió dels Alts de França. L'any 2007 tenia 566 habitants.

## Demografia

### Població
El 2007 la població de fet de Sacy-le-Petit era de 566 persones. Hi havia 190 famílies de les quals 32 eren unipersonals (16 homes vivint sols i 16 dones vivint soles), 55 parelles sense fills, 95 parelles amb fills i 8 famílies monoparentals amb fills.
La població ha evolucionat segons el següent gràfic:
Habitants censats

### Habitatges
El 2007 hi havia 202 habitatges, 193 eren l'habitatge principal de la família, 3 eren segones residències i 6 estaven desocupats. 201 eren cases i 1 era un apartament. Dels 193 habitatges principals, 181 estaven ocupats pels seus propietaris, 10 estaven llogats i ocupats pels llogaters i 2 estaven cedits a títol gratuït; 2 tenien dues cambres, 20 en tenien tres, 62 en tenien quatre i 109 en tenien cinc o més. 154 habitatges disposaven pel capbaix d'una plaça de pàrquing. A 72 habitatges hi havia un automòbil i a 108 n'hi havia dos o més.

### Piràmide de població
La piràmide de població per edats i sexe el 2009 era:
| Homes | Edats   | Dones |
| ----- | ------- | ----- |
| 0     | 95 o +  | 0     |
| 4     | 90 a 94 | 0     |
| 0     | 85 a 89 | 0     |
| 4     | 80 a 84 | 0     |
| 12    | 75 a 79 | 8     |
| 16    | 70 a 74 | 8     |
| 8     | 65 a 69 | 12    |
| 16    | 60 a 64 | 0     |
| 0     | 55 a 59 | 12    |
| 8     | 50 a 54 | 24    |
| 24    | 45 a 49 | 24    |
| 24    | 40 a 44 | 16    |
| 36    | 35 a 39 | 40    |
| 28    | 30 a 34 | 16    |
| 20    | 25 a 29 | 28    |
| 12    | 20 a 24 | 4     |
| 24    | 15 a 19 | 24    |
| 24    | 10 a 14 | 20    |
| 24    | 5 a 9   | 20    |
| 20    | 0 a 4   | 16    |

## Economia
El 2007 la població en edat de treballar era de 373 persones, 288 eren actives i 85 eren inactives. De les 288 persones actives 260 estaven ocupades (139 homes i 121 dones) i 28 estaven aturades (10 homes i 18 dones). De les 85 persones inactives 20 estaven jubilades, 38 estaven estudiant i 27 estaven classificades com a «altres inactius».

### Ingressos
El 2009 a Sacy-le-Petit hi havia 190 unitats fiscals que integraven 537 persones, la mediana anual d'ingressos fiscals per persona era de 21.324 €.

### Activitats econòmiques
Dels 9 establiments que hi havia el 2007, 1 era d'una empresa alimentària, 2 d'empreses de construcció, 1 d'una empresa de comerç i reparació d'automòbils, 4 d'empreses de serveis i 1 d'una empresa classificada com a «altres activitats de serveis».
Dels 3 establiments de servei als particulars que hi havia el 2009, 1 era un taller de reparació d'automòbils i de material agrícola i 2 lampisteries.
L'únic establiment comercial que hi havia el 2009 era una carnisseria.

## Equipaments sanitaris i escolars
El 2009 hi havia una escola elemental integrada dins d'un grup escolar amb les comunes properes formant una escola dispersa.

## Poblacions més properes
El següent diagrama mostra les poblacions més properes.